# Roccavignale
Roccavignale là một đô thị ở tỉnh Savona ở vùng Liguria của Ý, có khoảng cách khoảng 60 km về phía tây của Genoa và khoảng 25 km về phía tây bắc của Savona. Tại thời điểm ngày 31 tháng 12 năm 2004, đô thị này có dân số 725 người và diện tích là 17,4 km².
Roccavignale giáp các đô thị: Castelnuovo di Ceva, Cengio, Millesimo, Montezemolo, và Murialdo.